# Ceryx aroa
Ceryx aroa är en fjärilsart som beskrevs av Bethune-Baker 1904. Ceryx aroa ingår i släktet Ceryx och familjen björnspinnare. Inga underarter finns listade i Catalogue of Life.